# 南宁束腰蟹
南宁束腰蟹（学名：Somanniathelphusa nanningensis）为束腹蟹科束腰蟹属的动物。在中国大陆，分布于广西等地，常见于淡水，栖息于海拔450 米以及林区石下。